# José Antonio Sacristán Rodríguez
José Antonio Sacristán Rodríguez (España, 1937-Valladolid, 13 de julio de 2024) fue un político español. Senador del Partido Popular en dos legislaturas (1989-1993) y (2004-2008).

## Biografía
José Antonio Sacristán comenzó su carrera política en las filas de Unión de Centro Democrático (UCD) como delegado provincial del Ministerio de Obras Públicas.
Tiempo después se unió al Partido Popular, convirtiéndose en una figura destacada del partido en la provincia de Palencia. En 1991, fue nombrado portavoz del PP en el Ayuntamiento de Palencia.
Después de ser senador del Partido Popular en Palencia en la IV legislatura (1989-1993). José María Aznar le nombró Gobernador civil de Salamanca (1997-2004). Al año siguiente la figura de Gobernador civil de Salamanca fue transformada en subdelegado del Gobierno en Salamanca. Seguidamente fue de nuevo senador por el Partido Popular en Palencia en la VIII legislatura (2004-2008).
Estaba casado con Gloria Montesinos Sánchez-Real. El matrimonio tuvo seis hijos: Gloria, José Antonio, Esther, Juan, Jaime y Miguel Sacristán Montesinos.